# Милева Жижић
Милева Жижић (Чантавир, 16. април 1938 — 9. август 2009) била је редовни професор и декан Економског факултета Универзитета у Београду, проректор Универзитета у Београду.

## Биографија
Рођена је 1938. године у месту Чантавир код Суботице у Бачкој. Завршила је основну школу и гимназију у Херцег Новом. После тога завршила је студије на Економском факултету Универзитета у Београду 1960. године. На истом факултету је магистрирала 1967. и докторирала 1973. године.
Свој радни век провела је на Економском факултету где је од 1960. била асистент, од 1973. доцент, од 1979. ванредни и од 1985. редовни професор. На основним студијама је предавала предмет Основи статистичке анализе. На последипломским студијама предавала је више статистичких и квантитативних предмета. Предавала је и на факултетским одељењима у Крагујевцу, Шапцу и Ужицу.
Усавршавала се у Паризу (1985), Лондону (1979, 1981) и Источном Берлину (1985). Руководила је Одељењем Економског факултета у Шапцу (1979-1981). Била је продекан за наставу (1989-1994) и декан Економског факултета у Београду (1994-1996). Била је проректор Универзитета у Београду (1995-1997).
Била је Шеф Катедре за статистику и математику Економског факултета. Обављала је дужност директора Републичког завода за статистику Србије 1999-2002. Од 1997. године била је члан Филозофско-економског друштва Ломоносов у Москви. Пензионисана је 2001. године и преминула 2009.
Ауторка је више уџбеника, монографија, научних и стручних радова. Њен уџбеник из статистике за средњу школу преведен је и на мађарски језик. Са супругом Радулем имала је синове Зорана и Бранка.